# Campylaspis sinuosa
Campylaspis sinuosa är en kräftdjursart som beskrevs av Gamo 1960. Campylaspis sinuosa ingår i släktet Campylaspis och familjen Nannastacidae. Inga underarter finns listade i Catalogue of Life.